# Cristian Scaramuzzino
Cristian Scaramuzzino (Rosario, Santa Fe, 20 de marzo de 1992) es un jugador de básquetbol argentino. Con 2,06 metros de altura, se desempeña en la posición de pívot. Actualmente es parte del plantel de Villa San Martín de La Liga Argentina. Representó a su país en categorías juveniles.

## Trayectoria
Surgido de la cantera del club rosarino Empleados de Comercio, en 2008 fue reclutado por Obras Basket. En su nuevo club formó parte de las escuadras juveniles hasta 2011, siendo luego cedido a equipos del Torneo Federal de Básquetbol para que acumulase experiencia profesional.
El 11 de octubre de 2013 hizo su debut en la Liga Nacional de Básquet, participando de un partido en el que Obras Basket se enfrentó a Lanús. Al culminar la temporada, se unió a San Martín de Corrientes, en lo que sería su segunda experiencia en la máxima categoría del básquetbol profesional argentino.
En agosto de 2015 fue fichado por Estudiantes de Olavarría, equipo que en esa época militaba en el Torneo Nacional de Ascenso. Sin embargo no llegó a terminar la temporada allí, haciendo su regreso al TFB en febrero de 2016 como refuerzo de Central Entrerriano. Permaneció tres años más en la tercera categoría del básquetbol argentino jugando en diversos clubes hasta que, en agosto de 2019, retornó al TNA -ahora denominado La Liga Argentina- como refuerzo de Centro Español de Plottier. Empero la competición se suspendería en marzo de 2020, debido al inicio de la pandemia de COVID-19.
Al reanudarse las actividades, Centro Español de Plottier dejó su plaza en La Liga Argentina, por lo que el pívot cambió de equipo, sumándose a Unión de Santa Fe. Los santafesinos se consagrarían campeones de la temporada 2021, consiguiendo así el ascenso a la LNB. De todos modos Scaramuzzino no acompañó al equipo, permaneciendo en La Liga Argentina un año más, esta vez como jugador de Estudiantes de Olavarría, a donde retornó tras seis años de ausencia.
En 2022, luego de una experiencia en la Liga Uruguaya de Ascenso como jugador extranjero de Colón, hizo un doble regreso a Independiente de Oliva y a la Liga Nacional de Básquet.
En febrero de 2024 firmó un contrato con el Goes de la Liga Uruguaya de Básquetbol, para tomar el lugar de Gary McGhee en el equipo. En abril de ese año retornó Colón para disputar otra temporada de la Liga Uruguaya de Ascenso, pero dejó al equipo en junio. Al mes siguiente fue contratado por Peñarol de Mar del Plata -en lo que sería su regreso a la Liga Nacional de Básquet-; sin embargo, en el mes de septiembre, poco antes de comenzar la temporada, el club marplatense anunció que Scaramuzzino no formaría parte del plantel. En consecuencia Villa San Martín de La Liga Argentina terminó por ficharlo.

## Selección nacional
Scaramuzzino integró el seleccionado de baloncesto Sub-18 de Argentina que en 2010 compitió en el Torneo Albert Schweitzer y el Campeonato FIBA Américas Sub-18.